# Lungani
Lungani es una comuna ubicada en el distrito de Iași, Rumania.

## Superficie
Cuenta con una superficie de 63,72 kilómetros cuadrados.

## Demografía
Hasta 2021 la población era de 6178 habitantes, con una densidad de población de 96,96 habitantes por kilómetro cuadrado.